# 杉原海水浴場

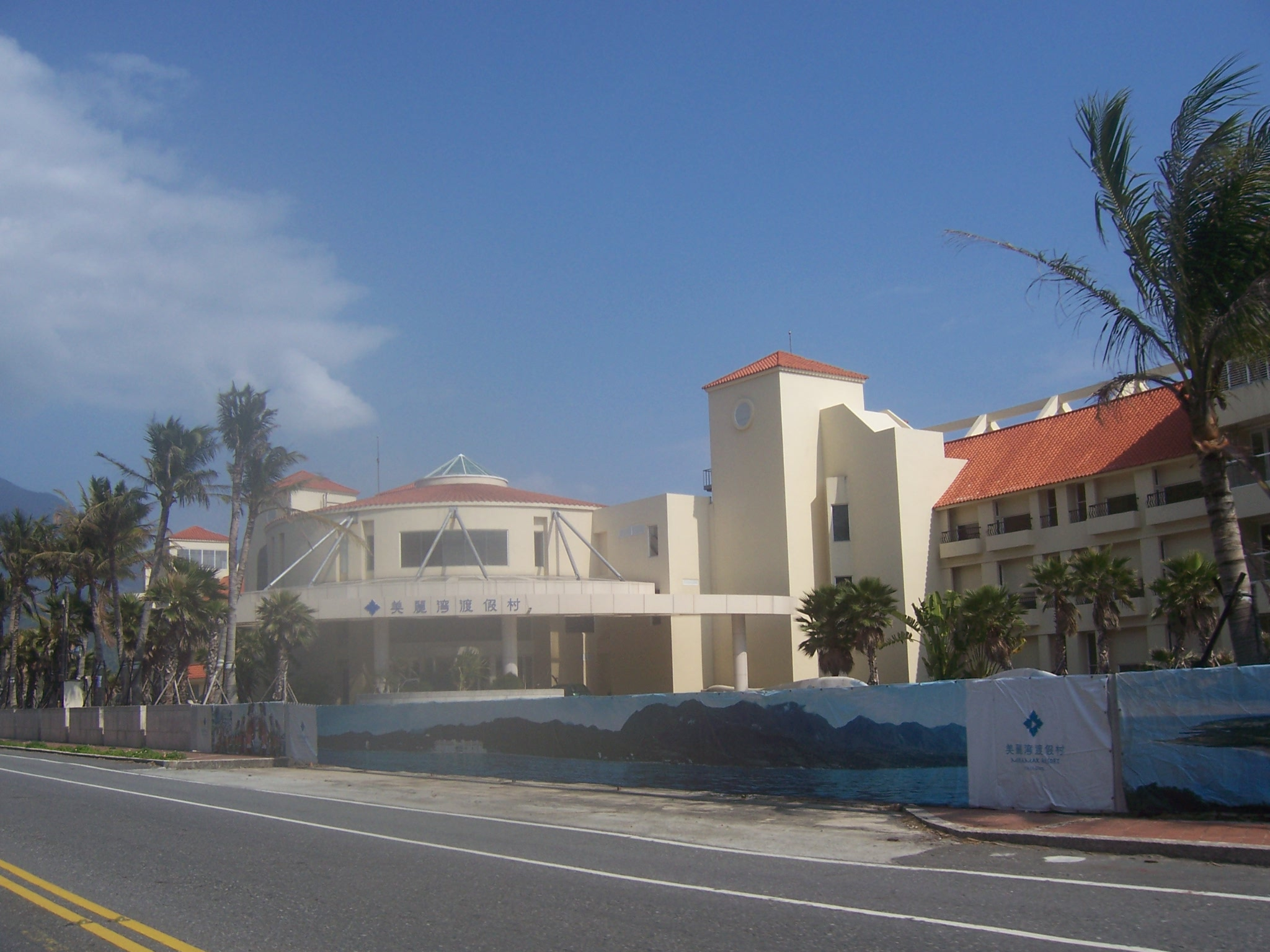
興建於杉原海浴場的美麗灣渡假村

杉原海水浴場位於臺灣臺東縣卑南鄉內的杉原海灣，原是全縣僅有的海水浴場。離臺東市約12公里，它位於弧狀的都蘭海灣南緣，浴場長度約為一公里多，珊瑚礁廣佈於南北附近的海域，海灘上有著柔軟細緻的沙子，地形也相當開闊平坦，水質更是清澈見底，適合許多水上活動的進行與親子間的互動，亦是觀光客休閒遊憩的好地方。
沿岸中的生態豐富多元，時常可以發現兩棲動物的蹤跡。但由於近年來東部海岸受到太平洋海水的嚴重侵蝕，以及人為違法超建旅館，除了使海岸線逐漸向內陸縮減，更破壞原有動植物的生態平衡，若持續下去，杉原海岸將可能無法倖免於此地理環境與人為因素的浩劫之下，在可預見的未來和近期快速消失的危機之下，民間團體已經發起自救會，想要保護台東這唯一珍貴的海岸，政府也和專家著手進行環境調查和執行維護的工作。
2003年，德安投資公司向臺東縣政府提出杉原海水浴場投資計劃，以BOT方式，預計在此經營海水浴場。2005年，縣政府通過此投資案，而飯店業者改為進行開發，興建美麗灣度假村，引起環保人士的抗議。2016年經法院判決環境影響評估程序與建照發放違法，2020年仲裁由台東縣政府以新台幣6.29億元買回建物。

## 外部連結
- 杉原海水浴場簡介（TravelKing旅遊資訊王）
- 杉原海水浴場